# Демон (поэма)
«Демон» — поэма русского писателя Михаила Лермонтова, над которой он работал в течение 10 лет — с 1829 по 1839 год. Из-за цензурных запретов произведение долгое время не допускалось к печати и распространялось в списках, в которых были представлены как его ранние, так и поздние версии; всего, по данным исследователей, насчитывалось восемь авторских редакций «Демона». В 1842 году в журнале «Отечественные записки» были опубликованы отрывки из поэмы. Первое полное издание произведения состоялось в Германии в 1856 году, в России — в 1860 году.

## Сюжет
Герой поэмы — летящий над миром «печальный Демон, дух изгнанья» — с высоты наблюдает за земными пейзажами, но ни Кавказские горы, ни Терек, ни пещеры, ни чинары не вызывают в нём никаких чувств, кроме холодного презрения. Внезапно внимание Демона приковывает к себе княжна Тамара — дочь седого Гудала. В его большом доме идёт подготовка к свадьбе — юная Тамара должна стать женой властителя Синодала, направляющегося с богатым караваном на брачный пир. Однако молодому князю не суждено добраться до свадебного стола: в пути на его караван нападают абреки, и конь приносит «удалого жениха» к воротам дома Гудала уже мёртвым.
Для Тамары всё происшедшее оборачивается потрясением. Её рыдания прерывает «волшебный голос», который произносит слова утешения и обещает прилетать к ней вновь и вновь. С этого момента юная княжна теряет покой. Понимая, что её «терзает дух лукавый», Тамара просит отца отправить её в монастырь. Но и в келье дочь Гудала постоянно слышит манящую речь. Наконец Демон, долго наблюдавший за своей избранницей, решает появиться в её обители. Ангел-хранитель Тамары пытается преградить визитёру путь, но безуспешно. Демон клянётся юной красавице в любви и обещает сделать её «царицей мира». Тамара откликается на его порыв и умирает в объятиях Демона. 
В финале поэмы Гудал хоронит дочь возле храма, стоящего на высокой скале.

## История создания и публикации
Замысел поэмы о монахине, в которую влюблены одновременно Ангел и Демон, возник у пятнадцатилетнего Лермонтова во время учёбы в университетском благородном пансионе. В первых, самых ранних версиях произведения отсутствовало конкретное место действия — история происходила на фоне «условного романтического пейзажа». В процессе работы усложнялись и сюжет, и образы героев, появлялись различные вариации диалогов между персонажами. Примерно в 1837 году Лермонтов «переселил» действующих лиц поэмы (получившей второе название — «Восточная повесть») в Грузию, насытил произведение деталями кавказского быта, добавил этнографические элементы. В 1838 году поэт подарил своей возлюбленной Варваре Лопухиной авторскую рукопись с посвящением: «Я кончил — и в груди невольное сомненье!»
Несмотря на посвящение, работа над поэмой продолжалась вплоть до февраля 1839 года. В марте «Демон» был представлен в цензурное ведомство. Цензор Александр Никитенко, на рассмотрении которого оказалась рукопись, собственноручно удалил из текста многочисленные «крамольные» фрагменты; тем не менее в итоге он дал разрешительный вердикт. Однако позже цензура объявила о недопуске «Демона» к печати. По словам литературоведа Анны Журавлёвой, лермонтовская поэма в определённом смысле повторила судьбу другого запрещённого произведения — грибоедовской комедии «Горе от ума»: и то, и другое обрело известность в российском литературном сообществе задолго до выхода первого издания благодаря чтению в кружках и распространению в списках.
Исследователям известно как минимум о восьми вариантах «Демона». Поскольку при жизни автора поэма не была опубликована, текстологи так и не пришли к единому мнению относительно того, какую редакцию следует считать канонической; рукописи, передававшиеся друзьями и знакомыми поэта, нередко оказывались комбинированными, собранными из разных версий. В 1842 году, уже после смерти Лермонтова, отрывки из поэмы появились в журнале «Отечественные записки». Впервые полный текст произведения увидел свет в Германии в 1856 году; четырьмя годами позже полный вариант «Демона» вышел и в России.

## Отзывы и рецензии
По мнению литературоведов, запрет поэмы способствовал росту её популярности, поэтому современники Лермонтова в основном давали «Демону» весьма высокие оценки. Так, большим поклонником лермонтовского произведения являлся литературный критик Виссарион Белинский, отмечавший в одной из своих статей, что, несмотря на «некоторые художественные несовершенства», «мысль этой поэмы глубже и зрелее, чем мысль „Мцыри“». Белинский был настолько впечатлён «Демоном», что для своей невесты — Марии Васильевны Орловой — подготовил своеобразный подарок: переписал текст поэмы в отдельную тетрадь и отдал её в переплётную мастерскую. Другой критик — Василий Боткин — в одном из писем упоминал, что в образе Демона присутствует «отрицание духа и миросозерцания, выработанного средними веками».
Читатели и рецензенты 1860-х годов оказались более сдержанными в оценках, чем их предшественники. Поэма была напечатана в России в ту пору, когда интерес к бунтарским страстям заметно снизился — на смену романтическим персонажам пришли реалистические герои. По словам литературоведа Ирины Роднянской, «шестидесятники и семидесятники „Демона“ заземлили». К примеру, публицист Варфоломей Зайцев, отзывавшийся о Лермонтове как о кумире «провинциальных барышень» и «пятигорском фате», в статье, посвящённой творчеству Михаила Юрьевича, с помощью язвительного пересказа поэмы продемонстрировал нелогичность действий главного героя; сам сюжет произведения показался рецензенту лишённым здравого смысла. Беллетрист Андрей Новодворский, развивая тему, включил в свою повесть «Эпизод из жизни ни павы, ни ворона» сцену, в которой возле находящегося при смерти Демона собрались его литературные «дети» — Григорий Печорин, Дмитрий Рудин и Евгений Базаров.

## Образы героев
По замечанию литературоведа Анны Журавлёвой, ключевыми словами, определяющими характер Демона, являются «печальный» и «изгнанье». Неприкаянность главного героя во многом связана с тем, что, изгнанный из рая, он не нашёл себе места ни в аду, ни во вселенской пустоте. Рассказывая Тамаре о своих полётах в «эфире», Демон признаётся: «И скрылся я в ущельях гор; / И стал бродить, как метеор». Герой бесплотен; в ранних вариантах поэмы Лермонтов упоминал про его чёрные глаза, но позже изъял из текста эту подробность — вместо сенсорного органа, которым наделены живые существа, появился взор — «неотразимый, как кинжал». В то же время поэт оставил герою вполне материальный «аксессуар» — крылья. Ими Демон «рассекает воздух»; они же иногда опускаются от бессилья. Нескончаемый полёт соотносится с вечным одиночеством персонажа. Поэт Райнер Мария Рильке признавался, что его первое впечатление после чтения «Демона» было связано с «чувством крыльев, возникающим от близости облаков и ветра».
Будучи неземным существом, Демон влюбляется в смертную девушку. С того момента, как его взор падает на Тамару, окружающие её пейзажи становятся иными. Мир, прежде нагонявший на героя скуку, обретает краски и звуки — в нём расцветают розы, звенят горные ручьи, шумит молодая листва. С появлением Тамары романтические интонации поэмы начинают соседствовать с реалистическими зарисовками, воспроизводящими обстановку в доме Гудала и рассказывающими о настроении и переживаниях юной княжны. История любви фантома и земной красавицы — это история о «неодолимой и гибельной силе рока», в которой жертвой оказывается не только Тамара, но и погубивший её Демон, страсть которого сталкивается с «силой, гораздо более могущественной, чем он сам».
Герои поэмы не имеют прототипов, однако исследователи указывают на некоторые эпизоды из биографии Лермонтова, позволяющие предположить, что в сознании его современников образ Демона соотносился с характером поэта. Так, однажды писатель Владимир Одоевский поинтересовался у автора произведения, с кого был списан главный герой; Лермонтов в ответ иронично заметил: «С самого себя, князь, неужели вы не узнали?» Есть сведения, что после знакомства с поэмой великий князь Михаил Павлович задал риторический вопрос: «Я только никак не пойму, кто кого создал: Лермонтов ли — духа зла или же дух зла — Лермонтова?» Свидетельством того, что поэт ощущал внутреннюю близость к своему герою, являются строки из стихотворения Михаила Юрьевича «Я не для ангелов и рая…» (1831), которое исследователи воспринимают как некий эскиз к эпилогу «Демона»:

Как демон мой, я зла избранник,

Как демон, с гордою душой,

Я меж людей беспечный странник,

Для мира и небес чужой.

## Жанр. Литературные параллели
Жанровое своеобразие «Демона» заключается в том, что произведение соединило в себе романтическую поэму, балладу и лермонтовскую лирику. Так, элементы баллады появляются уже в истории с гибелью Тамариного жениха, который, торопясь на брачный пир, пренебрегает обычаями предков и не останавливается помолиться у придорожной часовни. По законам жанра, подобное попрание традиций чревато немедленным наказанием. Но в данном случае речь идёт не только о проступке молодого князя, но и о незримом вмешательстве в его судьбу Демона, решившего устранить счастливого соперника: «Его коварною мечтою / Лукавый Демон возмущал: / Он в мыслях, под ночною тьмою / Уста невесты целовал». Из баллады вырастает романтическая поэма с её «необъятным космосом», а в монологах Демона звучат отголоски «общей драмы лирического героя лермонтовской поэзии».
Сам образ падшего ангела, взбунтовавшегося против Творца и получившего за свой мятеж участь вечного скитальца, в литературе не нов: предшественниками лермонтовского героя были байроновский Люцифер («Каин»), гётевский Мефистофель («Фауст»), мильтоновский Сатана («Потерянный рай») и другие персонажи. Но если, к примеру, местом действия «Потерянного рая» является некое метафизическое пространство, то история Демона происходит на фоне земного — кавказского — пейзажа, среди гор. Возможно, здесь сказалось влияние Василия Жуковского, в балладах которого пейзажи «отличались явно повышенной гористостью».

## Образ Демона в живописи, литературе и музыке
Если в 1860-х годах отношение к «Демону» в среде литературных критиков было зачастую скептическим, то ближе к концу XIX века — на фоне растущего интереса к русской поэзии — поэма и её герой вновь обрели актуальность. «Реабилитация» произведения во многом состоялась благодаря художнику Михаилу Врубелю, создавшему образ Демона в тридцати иллюстрациях к юбилейному двухтомнику Лермонтова и написавшему картины «Демон сидящий» (1890), «Демон летящий» (1899) и «Демон поверженный» (1901—1902). Врубелевский герой, с одной стороны, напоминает античных титанов, обладающих властью над миром; с другой — это, по замечанию философа Василия Розанова, некое стихийно-языческое существо, близкое древнегреческому богу Пану.
Образ Демона был интересен Александру Блоку, который назвал его «первым лириком». Исследователи отмечают, что в блоковском стихотворении «К Музе» присутствует перекличка с лермонтовской поэмой — речь, в частности, идёт о строчках: «И такая влекущая сила, / Что готов я твердить за молвой, / Будто ангелов ты низводила, / Соблазняя своей красотой…» Своеобразной литературной реминисценцией является и написанное в 1916 году стихотворение Блока «Демон», в котором получают продолжение монологи лермонтовского героя: «Я пронесу тебя над бездной, / Её бездонностью дразня…»
В 1875 году в Мариинском театре состоялась премьера оперы Антона Рубинштейна «Демон», либретто к которой написал историк литературы Павел Висковатов. Как отмечали исследователи, опера несколько приглушила мятежность главного героя, но при этом «усилила орнаментальность» лермонтовской поэмы. В разные годы к сюжету лермонтовского произведения обращались также Борис Фитингоф-Шель (опера «Тамара», 1886), Павел Бларамберг (музыкальные картины на тему «Демона», 1869) и другие композиторы.

## Сатирические переложения
Во второй половине XIX столетия в России появилось около двух десятков сатирических переложений и переделок «Демона» — иногда они создавались для полемики с оппонентами, иногда выполняли роль пародий. Так, поэт Василий Курочкин использовал лермонтовскую поэму для написания сатирического портрета журналиста Виктора Аскоченского: «Печальный рыцарь тьмы кромешной, / Блуждал Аскоченский с клюкой, / И вдруг припомнил, многогрешный, / Преданья жизни молодой». Поэт Дмитрий Минаев в 1880 году написал современную вариацию на тему «Демона», сохранив интонацию и ритм первоисточника: «Печальный демон, дух изгнанья, / К земле направил свой полёт, / Печальный демон, но не тот, / Что у Ефремова в изданьи». На рубеже XIX и XX столетий изменённые монологи и признания лермонтовского героя, вкладываемые в уста политических деятелей России, нередко публиковались на страницах сатирических изданий.